# Chimarra karakara
Chimarra karakara là một loài Trichoptera trong họ Philopotamidae. Chúng phân bố ở miền Australasia.